# Philaenus fuscus
Philaenus fuscus är en insektsart som först beskrevs av Matsumura 1903.  Philaenus fuscus ingår i släktet Philaenus och familjen spottstritar. Inga underarter finns listade i Catalogue of Life.